# O Tesouro
O Tesouro é um conto de Eça de Queirós reunidos em Contos, publicado em 1902.
Os protagonistas são três irmãos (os irmãos de Medranhos): Guanes, Rui e Rostabal. As personagens começam por ser apresentadas  coletivamente, mas, à medida que a acção progride, a sua caracterização vai-se individualizando, como que sublinhando o predomínio do egoísmo individual sobre a aparente fraternização.

## Enredo
“No terror e esplendor da emoção, os três senhores ficaram mais lívidos do que círios. Depois, mergulhando furiosametne as mãos no ouro, estalaram a rir, num riso de tão larga rajada, que as folhas tenras dos olmos, em roda, tremiam... E de novo recuaram, bruscamente se encararam, com os olhos a flamejar, numa desconfiança tão desabrida que Guannes e Rostabal apalpavam nos cintos os cabos das grandes facas. Então Rui, que era gordo e ruivo, e o mais avisado, ergueu os braços, como um árbitro, e começou por decidir que o tesouro, ou viesse de Deus ou do demônio, pertencia aos três, e entre eles se repartiria, rigidamente, pesando-se o ouro em balanças. Mas como poderiam carregar para Medranhos, para os cimos da serra, aquele cofre tão cheio? Nem convinha que saíssem da mata com o seu bem, antes de cerrar a escuridão. (...)”

— O Tesouro (1902)

## Origem da história
Esse conto tem origem em uma passagem do Livro das Mil e Uma Noites. Trata-se da pequena história "Os três homens e Jesus Cristo" ou "Jesus, os três homens e o tesouro" na edição brasileira da obra traduzida por Mamede Mustafa Jarouche (respectivamente, volume 3, pp. 256-7 e volume 4, p. 274). Nessa história, três homens encontram uma pedra de ouro enorme, difícil de carregar. Um deles vai buscar algo para comerem e envenena a comida, mas é morto quando volta, e os dois outros homens morrem, um morto pelo outro e o restante envenenado.